# Nina Jazy
Nina Sandrine Jazy, född 25 november 2005, är en tysk simmare.

## Karriär
Vid EM 2024 i Belgrad var Jazy en del av Tysklands lag som tog silver på 4×100 meter mixed medley och brons på 4×100 meter mixed frisim.